# Croiseurs auxiliaires de la Regia Marina
La Regia Marina utilisait des croiseurs auxiliaires dans toutes les actions de guerre, de la guerre italo-turque à la Seconde Guerre mondiale. 
Voici une liste complète des navires utilisés comme croiseurs auxiliaires avec leurs éventuelles initiales d'identification, leur année de construction, leur tonnage brut relatif, les cycles de guerre auxquels ils ont participé et toute information sur la perte du navire. Tous les navires, sauf indication contraire, ont opéré en Méditerranée.

## Liste des croiseurs auxiliaires

### Guerre italo-turque
- Bosnia, 1898, 2 503 tonnes
- Città di Catania
- Cittá di Messina
- Duca di Genova
- Duca degli Abruzzi

### Première Guerre mondiale
- Caprera, 1910, 1 825 tonnes, coulé le 5 février 1918 par U-64
- Città di Bengasi
- Città di Cagliari,1910, 2 160 tonnes
- Città di Catania
- Cittá di Messina
- Città di Palermo
- Città di Sassari
- Città di Siracusa
- Guerrazzi (F.D.), 1912, 640 tonnes, auto-sabordé à Gênes le 26 avril 1945 (en service comme navire marchand)
- Misurata, 1888, 2 700 tonnes, coulé le 3 mai 1917 par une torpille
- Porto di Suez, 1883, 1 320 tonnes
- Porto Maurizio, 1884, 850 tonnes
- Porto Torres, 1901, 1 160 tonnes
- Sassari, 1 489 tonnes
- Tocra, 1901, 2 860 tonnes
- Tolemaide, 1899, 2700 t
- Umberto I

### Guerre civile d'Espagne
- Adriatico
- Barletta

### Seconde Guerre mondiale
- Adriatico
- Arborea
- Baccich
- Barletta
- Brindisi
- Brindisi
- Capitano A. Cecchi
- Caralis
- Cattaro
- Città di Bari
- Città di Bengasi
- Città di Catania
- Città di Genova
- Città di Napoli
- Città di Palermo
- Città di Siracusa
- Città di Tunisi
- Deffenu
- Egeo
- Egitto
- Foscari
- Grimani
- Lago Tana
- Lago Zuai
- Loredan
- Lubiana
- Marcello
- Mazara
- Mocenigo
- Morosini
- Narenta
- Olbia
- Pola
- RAMB I
- RAMB II
- RAMB III
- Rovigno
- Zara

## Source
- (it) Cet article est partiellement ou en totalité issu de l’article de Wikipédia en italien intitulé « Incrociatori ausiliari della Regia Marina » (voir la liste des auteurs).